# Evropska navaga
Evropska navaga (znanstveno ime Eleginus nawaga) je riba iz družine trsk.
Evropska navaga je gospodarkso pomembna vrsta trsk, ki poseljuje evropske arktične in subarktične vode Barentsovega, Belega in Karskega morja, od zaliva Kola do izliva reke Ob.
Vrsta se drsti pozimi v obalnih vodah, sicer pa se zadržuje dlje od obal na blatnem dnu kontinentalne police. Pogosto se zadržuje v rečnih estuarijih in neredko zaide v sladke rečne vode. Prehranjuje se z manjšimi raki in ribami. Običajno odrasle ribe dosežejo med 25 in 35 cm, v belem morju pa so nekoliko manjše in dosegajo med 15 in 25 cm.